# 沃爾納特 (密蘇里州)
沃爾納特（英語：Walnut）是位於美國密蘇里州梅肯縣的非建制地區。

## 歷史
沃爾納特的郵局於1882年設立，其後於1914年停運。

## 地理
沃爾納特所處的海拔為高於海平面248米（即814英呎），而該地所採用的時區為UTC-6，即北美中部時區（CST）。同時該地設有夏令時間，為UTC-6調快一小時，即UTC-5（CDT）。